# Spilosoma nyasica
Spilosoma nyasica là một loài bướm đêm thuộc phân họ Arctiinae, họ Erebidae.